# Barfüßerkirche
Barfüßerkirche werden Klosterkirchen genannt, die zu einem Konvent der Bettelorden gehören. Die Angehörigen dieser Bettelorden, vorwiegend Franziskaner, aber auch Unbeschuhte Karmeliten, Dominikaner etc., werden auch als Discalceaten (Unbeschuhte) bezeichnet, wovon sich der Begriff Barfüßer ableitet.

## Liste
- Barfüßerkirche (Augsburg)
- Barfüsserkirche (Basel)
- Barfüßerkirche (Erfurt)
- Barfüßerkirche (Frankfurt am Main), Vorgängerbau der Frankfurter Paulskirche bis 1786
- Barfüsserkirche (Luzern), ehemaliger Name der Franziskanerkirche in Luzern
- die Kirche des Franziskanerklosters in Magdeburg
- Barfüsserkirche (Schaffhausen)
- die Kirche des Franziskanerklosters in Ulm